# Ludwig Christians
Ludwig Christians  (* 1. November 1875 in Westerstede; † 26. Oktober 1940 in Bremen-Lesum) war ein Pädagoge und preußischer Landrat.

## Leben
Christians besuchte die Volksschule in Ihrhove und danach das Lehrerseminar in Bederkesa. Er bestand die Prüfung in Verden und war seit um 1896 als Schulmeister tätig. Von 1902 bis 1920 war er Lehrer an der Volksschule in Bremen - Vegesack. Er wurde vor 1914 Mitglied der SPD und trat für die Interessen der Arbeiterschaft ein. Im Ersten Weltkrieg diente er zwischendurch 1915/16 im Landsturm, wurde dann aber wieder als Lehrer freigestellt. Im Februar 1920 berief ihn der Bremer Senat zum Schulinspektor für die Bremer Volksschulen. Er war zudem 1919/20 Mitglied der Bremer Nationalversammlung.
Im Dezember 1920 wurde Christians als Nachfolger von Karl von Buchka zum Landrat des preußischen Kreises Blumenthal im konservativen Regierungsbezirk Stade berufen. Eine seiner wichtigen Aufgaben war die Förderung des sozialen und des allgemeinen Wohnungsbaus in seinem Landkreis mit einer wachsenden Bevölkerungsanzahl, bedingt durch die Ansiedlung der Bremer Woll-Kämmerei (BWK) in Blumenthal. Christians setzte sich für die soziale Fürsorge und kulturelle Förderung der Arbeiterschaft ein. Er war Mitglied im Lehrergesangsverein.
Im sogenannten Preußenschlag wurde am 20. Juli 1932 die Landesregierung durch den Reichskanzler Franz von Papen als Reichskommissar ersetzt. Durch eine Verordnung des konservativen Preußischen Staatsministeriums wurde bei der Kreisreform der Kreis Blumenthal 1932 aufgelöst und mit dem Kreis Osterholz zu einem vergrößerten Landkreis Osterholz zusammengeschlossen. Der Sozialdemokrat Christians wurde im Juli 1932 seines Amtes enthoben, ihm folgte für kurze Zeit der Jurist Kurt Wellenkamp.

Die Nationalsozialisten nahmen Christians 1933 für mehrere Monate in Haft und versetzten ihn in den vorzeitigen Ruhestand.

## Ehrungen
Die Landrat-Christians-Straße in Bremen - Blumenthal wurde 1952 nach ihm benannt.